# Associações de direitos autorais
As associações de direitos autorais são entidades criadas para representar coletivamente os interesses  de autores, compositores, intérpretes e outros titulares de direitos, facilitando a gestão, arrecadação e distribuição dos direitos autorais de obras protegidas. 
A “gestão coletiva” consiste no exercício dos direitos autorais por meio de organizações que representam os titulares, conforme previsto no artigo 98 da Lei de Direitos Autorais (LDA). Trata-se de uma forma de administração conjunta, na qual os titulares conferem às organizações ou associações a responsabilidade de fiscalizar o uso de suas obras, conceder licenças de utilização e repassar a remuneração devida aos respectivos titulares.
As associações podem ser constituídas para a gestão de direitos sobre obras musicais, audiovisuais e de dramaturgia. Elas representam diferentes categorias da cadeia produtiva, com o objetivo de garantir que todos os titulares de direitos envolvidos em uma mesma obra sejam devidamente reconhecidos e remunerados pela sua utilização. Já as organizações especializadas, devidamente autorizadas e licenciadas, atuam em nome de coletivos de autores, sendo responsáveis por conceder autorizações para o uso de suas obras por terceiros.

### Gestão Coletiva no Brasil
No Brasil, as associações direcionadas à proteção de obras musicais integram o sistema de gestão coletiva de direitos autorais, atuando como intermediárias entre os titulares e o Escritório Central de Arrecadação e Distribuição (ECAD), mantendo os cadastros das obras e de seus titulares atualizados, bem como distribuindo valores arrecadados pelas execuções públicas.
As associações nacionais, constituídas conforme os termos da Lei nº 9.610/98 (Lei de Direitos Autorais – LDA), exercem uma atividade de interesse público e assumem a condição de mandatárias de seus associados a partir do momento da filiação. Dessa forma, passam a ser responsáveis pela prática de todos os atos necessários à defesa dos direitos dos titulares, tanto no âmbito judicial quanto extrajudicial, além de atuarem na cobrança desses direitos. Essas associações também estão sujeitas às normas concorrenciais estabelecidas pela legislação específica de defesa da ordem econômica.
Diante do interesse público que envolve a atividade de cobrança de direitos autorais realizada pelas entidades de gestão coletiva, a LDA estabelece que essas associações, bem como o ente arrecadador centralizado, devem obter habilitação prévia junto à Secretaria Especial da Cultura. Para isso, precisam atender a requisitos como regras de governança, transparência, eficiência na gestão e outros critérios que devem ser comprovados no momento do pedido de habilitação.
Nos termos da Lei nº 12.853/2013 e sua regulamentação, cabe à Secretaria Especial da Cultura — por meio do Departamento de Registro, Acompanhamento e Fiscalização (DERAF), vinculado à Secretaria Nacional de Direitos Autorais e Propriedade Intelectual — a responsabilidade pela habilitação e fiscalização dessas entidades. Além disso, as associações habilitadas devem comprovar, anualmente, que continuam cumprindo todas as exigências legais, uma vez que a habilitação, embora não exija renovação periódica, pode ser anulada caso sejam constatados descumprimentos da LDA ou de sua regulamentação.
Importante destacar que a arrecadação e a distribuição dos direitos referentes à execução pública de obras musicais, literomusicais e fonogramas devem ser realizadas de forma centralizada por um único ente arrecadador: o Escritório Central de Arrecadação e Distribuição (ECAD). Este ente, que possui personalidade jurídica própria e não tem fins lucrativos, é administrado de forma coletiva pelas associações que o compõem, sendo cada uma delas detentora de um voto nas decisões, inclusive na definição dos critérios para distribuição dos valores arrecadados.

### Exemplos de Associações
- ABRAMUS - Associação Brasileira de Música e Artes
- AMAR - Associação de Músicos, Arranjadores e Regentes
- ASSIM - Associação de Intérpretes e Músicos
- SBACEM - Sociedade Brasileira de Autores, Compositores e Escritores de Música
- SICAM - Sociedade Independente de Compositores e Autores Musicais
- SOCINPRO - Sociedade Brasileira de Administração e Proteção de Direitos Intelectuais
- UBC - União Brasileira de Compositores[6]